# Finn Ferner
Finn Christian Ferner (10 de marzo de 1920-11 de marzo de 2001) fue un deportista noruego que compitió en vela en la clase 6 Metre. Fue hermano del también regatista Johan Ferner.
Participó en dos Juegos Olímpicos de Verano en los años 1952 y 1960, obteniendo una medalla de plata en Helsinki 1952 en la clase 6 Metre.

## Palmarés internacional
| Juegos Olímpicos | Juegos Olímpicos     | Juegos Olímpicos | Juegos Olímpicos |
| Año              | Lugar                | Medalla          | Clase            |
| ---------------- | -------------------- | ---------------- | ---------------- |
| 1952             | Helsinki (Finlandia) | Medalla de plata | 6 Metre          |